# Santa María Jacatepec
Santa María Jacatepec är en kommun i Mexiko.   Den ligger i delstaten Oaxaca, i den sydöstra delen av landet, 400 km sydost om huvudstaden Mexico City.
Följande samhällen finns i Santa María Jacatepec:
- Vega del Sol
- Cerro Concha
- Nuevo Málzaga
- Loma del Carmen
- Colonia Emiliano Zapata
- La Florida
- Rancho Alegre
- Emiliano Zapata
- Santa Sofía
- La Reforma
- Macedonio Alcalá
- Roberto Olivares Arellano
- Nuevo Faisán
- Rancho Manantial
- Ejido Adalberto Vélez
- El Guayabo
- San Martín
- Rancho Gavilán
- Cinco de Oro